# Anglicanismo
Anglicanismo ou Igreja Anglicana, conhecido como Episcopalismo em alguns países fora da Inglaterra, é uma tradição cristã ocidental que se desenvolveu a partir das práticas, liturgia e identidade da Igreja da Inglaterra após a Reforma Inglesa, no contexto da Reforma Protestante na Europa. A tradição inclui a Igreja da Inglaterra e outras igrejas historicamente ligadas àquela ou que têm crenças, práticas e estruturas semelhantes. O termo anglicano tem origem em ecclesia anglicana, uma expressão medieval latina datada de, pelo menos, 1246, e que significa Igreja Inglesa. Os adeptos do Anglicanismo são designados por anglicanos. A grande maioria dos anglicanos é membro de igrejas que fazem parte da Comunhão Anglicana internacional. Contudo, existem algumas igrejas fora da Comunhão Anglicana, que se consideram também anglicanos, em particular aqueles que se designam por igrejas do Movimento Anglicano Contínuo.
Os anglicanos baseiam sua fé cristã na Bíblia, nas tradições da Igreja apostólica e episcopado histórico. O anglicanismo forma um dos ramos do cristianismo ocidental, tendo declarado definitivamente sua independência da Santa Sé na época do Assentamento Religioso Elizabetano. Muitos dos novos formulários anglicanos de meados do século XVI correspondiam de perto aos do protestantismo contemporâneo. Essas reformas na Igreja da Inglaterra foram compreendidas por um dos maiores responsáveis por elas, Thomas Cranmer, o Arcebispo de Canterbury, e outros como navegando um meio-termo entre duas das tradições protestantes emergentes, a saber, o luteranismo e o calvinismo.
Na primeira metade do século XVII, a Igreja de Inglaterra e outras igrejas episcopais associadas na Irlanda e nas colónias inglesas na América, foram apresentadas por teólogos Anglicanos como tendo uma tradição cristã diferente, com teologias, estruturas e formas de oração que representavam um meio termo diferente, ou via media, entre a Reforma Protestante e o Catolicismo Romano — uma perspectiva que se tornaria muito influente nas teorias da identidade Anglicana, e foi expressa na descrição "Catholic and Reformed". No seguimento da Revolução Americana, as congregações Anglicanas nos Estados Unidos e no Canadá foram ambas reorganizadas em igrejas autónomas com os seus próprios bispos e estruturas autónomas; estas, com a expansão do Império Britânico e a actividade das Missões Cristãs, foram adoptadas como modelo a muitas recém-criadas igrejas, em particular em África, Australásia e nas regiões do Pacífico. No século XIX, o termo Anglicanismo era utilizado para descrever a tradição religiosa comum destas igrejas; o termo Episcopalismo surgiu com a separação da Igreja Episcopal dos Estados Unidos após a Revolução Americana como um nome alternativo ao "Anglicano" como forma de quebrar os laços com a Inglaterra após a independência do país; a Igreja Episcopal Escocesa, embora com origem na Igreja da Escócia, acabou por ser reconhecida como também partilhando da mesma identidade comum.

## Definição

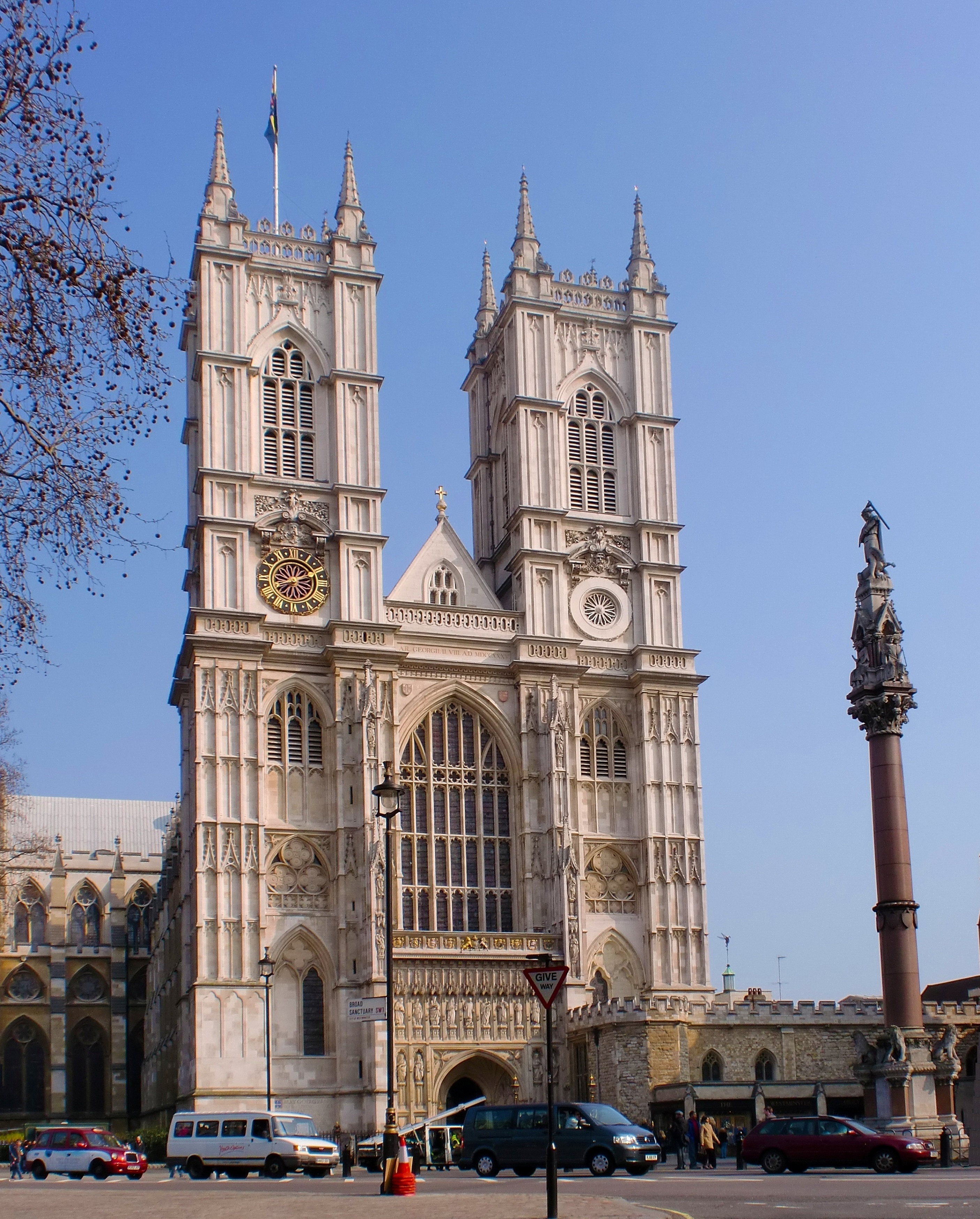
A Abadia de Westminster em Londres

O grau de distinção entre as tendências Reformistas e o Catolicismo ocidental dentro da tradição Anglicana é, habitualmente, uma matéria de debate tanto no seio das igrejas Anglicanas, como na Comunhão Anglicana. Único no Anglicanismo é o Livro de Oração Comum, um livro de preces utilizado na maioria das igrejas anglicanas, há séculos. Embora tenha passado por várias revisões e as igrejas anglicanas, em diversos países, tenham elaborado outros livros de preces, o Prayer Book continua a ser reconhecido como um elo na Comunhão Anglicana. Não existe uma única Igreja Anglicana com autoridade jurídica universal, pois cada igreja nacional, ou regional, tem autonomia total. Como o nome sugere, as Igrejas da Comunhão Anglicana estão ligadas por laços afectivos e por lealdade. Estão em comunhão total com a Sé de Cantuária e, deste modo, com o Arcebispo da Cantuária, pessoalmente, é um ponto de convergência da unidade anglicana. Com um total estimado 90 milhões de membros, a Comunhão Anglicana é a terceira maior comunhão Cristã no mundo, atrás da Igreja Católica Apostolica Romana e da Igreja Ortodoxa.
O anglicanismo apresenta uma fusão de elementos católicos com elementos calvinistas (Calvinismo). A história do Anglicanismo no Brasil inicia-se no século XIX, no contexto da transferência da corte portuguesa para o Brasil, o que trouxe destaque para a região nas relações exteriores e possibilitou a abertura das primeiras capelas anglicanas no país. O anglicanismo é o grupo protestante mais antigo em operação contínua no Brasil. Inicialmente vinculado à Igreja da Inglaterra e restrito aos membros da colônia britânica, o anglicanismo começou a arregimentar fiéis brasileiros após as iniciativas missionárias de membros da Igreja Episcopal dos Estados Unidos, que obtiveram êxito a partir de 1889, quando foi proclamada a República, o que desvinculou a Igreja Católica do Estado brasileiro e permitiu a livre conversão dos brasileiros a qualquer religião além da católica. Em 1955, as capelas anglicanas mantidas pela Igreja da Inglaterra fundiram-se ao distrito missionário do Brasil, então operado pela Igreja Episcopal dos Estados Unidos. Dez anos mais tarde, a Igreja Episcopal Anglicana do Brasil (IEAB) foi oficialmente separada da Igreja Episcopal dos Estados Unidos, tornando-se uma província eclesiástica autônoma da Comunhão Anglicana. Desde então, houve diversos cismas no anglicanismo brasileiro, geralmente em resistência à aceitação de costumes mais liberais pela IEAB, além da introdução de jurisdições estrangeiras não vinculadas à Comunhão Anglicana. Atualmente, todas as vertentes existentes no movimento anglicano internacional – anglo-católica, evangélica, liberal e carismática – encontram-se representadas no país.
Em 2000 os anglicanos foram estimados em 0,2% dos evangélicos de missão em pesquisa do Instituto Brasileiro de Geografia e Estatística, o que correspondia a na época a 13 880 membros. Em 2009, nova pesquisa realizada pela Fundação Getúlio Vargas estimou os anglicanos em 0,01% da população brasileira, à época 19 400 membros.

## Terminologia
A palavra "Anglicano" tem origem no termo Anglicana ecclesia libera sit, uma frase da Magna Carta datada de 15 de junho de 1215 que traduz-se como "a Igreja Anglicana será livre". De mesmo modo, os adeptos do Anglicanismo são chamados de Anglicanos. Como adjetivo, "anglicano" é usado para referir-se aos indivíduos, instituições, tradições litúrgicas e os conceitos teológicos desenvolvidos e relacionados à Igreja da Inglaterra.
Como substantivo, um "anglicano" é um membro de uma igreja na Comunhão Anglicana. A palavra também é empregada por seguidores de grupos distintos que deixaram a Comunhão ou foram fundados separadamente dela, embora isso seja considerado um uso indevido do termo pela Comunhão Anglicana. A palavra "anglicanismo" surgiu no século XIX e se referia apenas aos ensinamentos e ritos dos cristãos em todo o mundo em comunhão com a Sé de Cantuária, mas eventualmente se estendeu a qualquer igreja que seguisse essas tradições.
Apesar do termo "anglicano" remontar ao século XVI, seu uso não se generalizou até a segunda metade do século XIX. Na legislação parlamentar britânica referente à Igreja estabelecida inglesa, não há necessidade de uma descrição; é simplesmente "a Igreja da Inglaterra", embora a palavra "protestante" seja usada em muitos atos legais especificando a sucessão à Coroa e as qualificações para cargos. Quando o Ato de União com a Irlanda criou a "Igreja Unida da Inglaterra e Irlanda" foi especificado que ela seria uma "Igreja Episcopal Protestante", distinguindo assim sua forma de governo da igreja da política presbiteriana que prevalece na Igreja da Escócia.
A palavra "Episcopal" é de preferência no título da Igreja Episcopal (província da Comunhão Anglicana que abrange os Estados Unidos) e a Igreja Episcopal Escocesa, embora a nomenclatura integral desta primeira seja "Igreja Episcopal Protestante nos Estados Unidos da América". Em outras reigões, no entanto, o termo "Igreja Anglicana" passou a ser preferido por distinguir essas denominações de outras que mantêm uma política episcopal.

## Doutrina anglicana

### "Católica e Reformada"
A distinção entre Reformados e Católicos e a coerência dos dois termos é uma questão de debate dentro da Comunhão Anglicana. O Movimento de Oxford de meados do século XIX reviveu e estendeu práticas doutrinárias, litúrgicas e pastorais semelhantes às do catolicismo romano. Isso se estende além das cerimônias dos serviços da Alta Igreja para um campo ainda mais teologicamente significativo, como a teologia sacramental (os sacramentos anglicanos). Embora as práticas anglo-católicas, particularmente as litúrgicas, tenham se tornado mais comuns na tradição ao longo do último século, também há lugares onde as práticas e crenças ressoam mais de perto com os movimentos evangélicos da década de 1730.